# Parafia Matki Bożej Królowej Polski w Trzemesznie Lubuskim
Parafia pw. Matki Bożej Królowej Polski w Trzemesznie Lubuskim – parafia rzymskokatolicka, położona w dekanacie Sulęcin, diecezji zielonogórsko-gorzowskiej, metropolii szczecińsko-kamieńskiej w Polsce, erygowana 1 czerwca 1951.

## Miejsca święte

### Kościół parafialny
- kościół pw. Matki Bożej Królowej Polski w Trzemesznie Lubuskim

### Kościoły filialne
- Kościół pw. Najświętszego Serca Pana Jezusa w Gliśnie
- Kościół pw. Podwyższenia Krzyża Świętego w Grochowie